# Đại học Laval

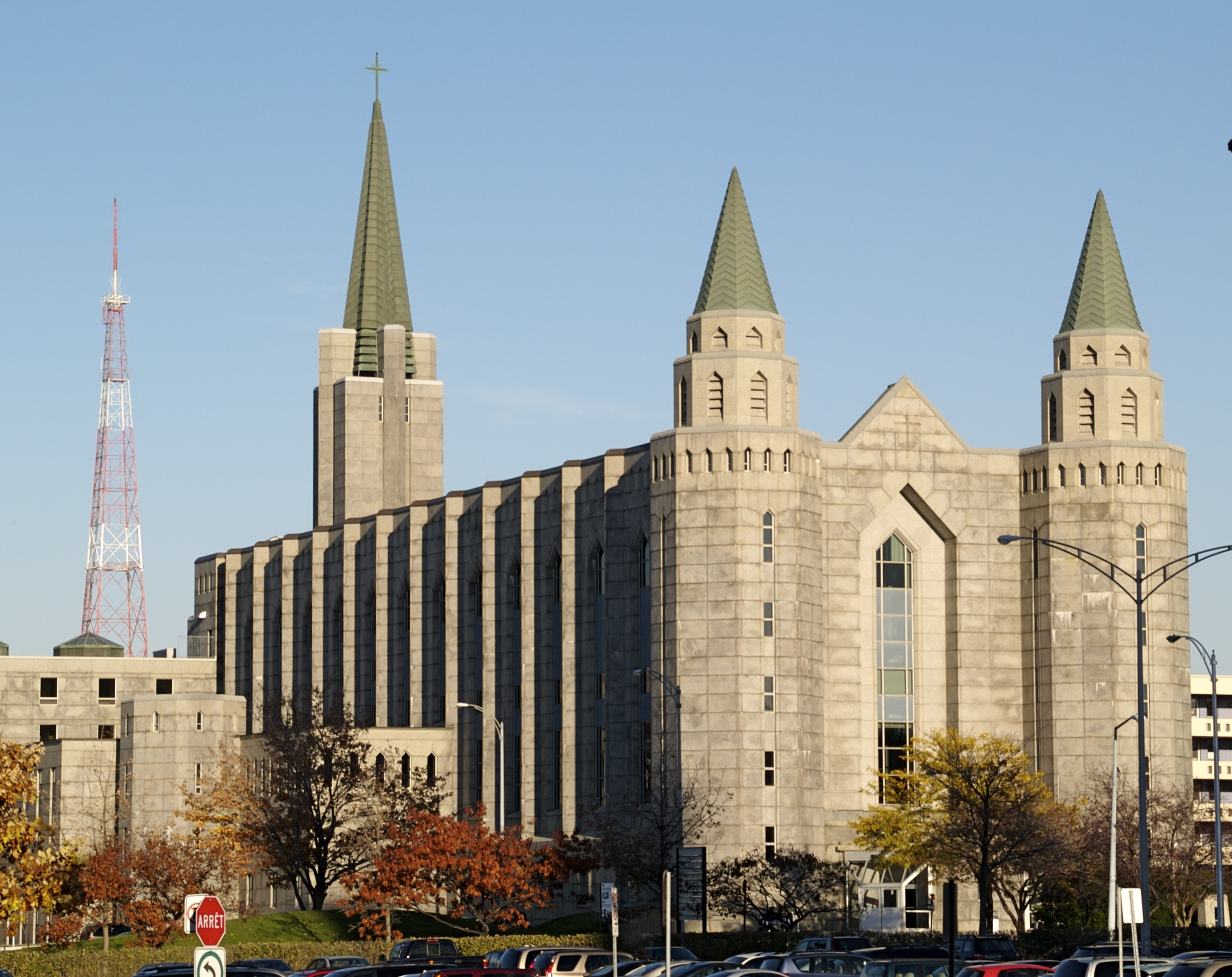
Tòa nhà Louis-Jacques-Casault, một trong những tòa nhà của Viện Đại học Laval

Viện Đại học Laval hay Đại học Laval (tiếng Pháp: Université Laval) là một trong số những viện đại học lớn nhất của Québec và Canada. Đây là viện đại học được thành lập sớm nhất ở Canada và thứ tư ở Bắc Mỹ, sau Viện Đại học Tự trị St. Domingue, Viện Đại học Tự trị Quốc gia Mexico, và Viện Đại học Harvard. Laval có trụ sở chính đặt tại quận Sainte-Foy & Sillery, Thành phố Québec, bang Québec, Canada.

## Lịch sử
Viện Đại học Laval được thành lập năm 1663 dưới tên Tiểu chủng viện Québec bởi cha François de Montmorency-Laval, đức Giám mục đầu tiên của vùng Tân Pháp (La Nouvelle France). Trong giai đoạn quản lý của người Pháp, đây là cơ sở đào tạo của các thầy tu cho các làng của vùng Tân Pháp. Sau cuộc chinh phục của người Anh, năm 1759, người Anh mở rộng các đào tạo ra chuyên ngành nghề tự do.
Năm 1852, nữ hoàng Anh Victoria ra quyết định chính thức thành lập trường Đại học Laval, đặt dưới quyền quản lý của nữ hoàng. Năm 1878, Đại học Laval mở phân hiệu đầu tiên tại Montréal. Năm 1920, phân hiệu này tách ra trở thành Đại học Montréal.